# Vysoký Újezd (Benešov)
Vysoký Újezd é uma comuna checa localizada na região da Boêmia Central, distrito de Benešov.